# 40 dagen zonder seks
40 dagen zonder seks was een realityserie van de Nederlandse publieke omroep EO, gepresenteerd door Johan Eikelboom en met voice-over van Metha de Vos. Het programma werd in 2008 en 2009 in twee seizoenen uitgezonden. In het najaar van 2017 volgde een nieuw seizoen.

## Format
Zeven jongeren gaan de uitdaging aan om zich veertig dagen van alle vormen van seks te onthouden. Normaal gesproken maakten ze volop deel uit van een jongerencultuur waarin seks een belangrijke plek inneemt. De jongeren moesten zich aan strikte regels houden en op geen enkele wijze seks hebben. Zoenen was wel toegestaan. Door veertig dagen te 'vasten', creëerden ze voor zichzelf de mogelijkheid om van een afstandje te kijken naar de plek die seks in hun leven innam. Ook werden de jongeren aangespoord om andere kanten van liefde, intimiteit en relaties te ontdekken.

## Uitzendingen
De eerste aflevering van het eerste seizoen was te zien op 8 januari 2008 op de "jongerenzender" Nederland 3 en trok ruim 600 duizend kijkers. De laatste uitzending, een compilatie, was op 11 maart van dat jaar.
De tweede serie werd van 12 mei tot en met 30 juni 2009 uitgezonden. Aanvankelijk zou de serie op 17 maart 2009 starten, maar op 3 maart werd presentator Boomsma door de directie van de EO voor 3 maanden geschorst vanwege een fotosessie voor het eenmalige blad L'HOMO waarvoor hij schaars gekleed had geposeerd zonder de EO hierover te hebben geïnformeerd. Per 11 mei 2009 was de schorsing van Boomsma opgeheven. Enkele maanden later echter vertrok hij bij de EO na ophef over een ander programma.

## In het nieuws
- Rond de tweede aflevering in 2008 ontstond een rel, nadat toplessfoto's en het mobiele nummer van deelneemster Bregje op het internet waren geplaatst. Dit kwam doordat Bregje tijdens de tweede aflevering een sms’je had laten zien met daarin herkenbaar de naam van een jongen die een afspraak met haar wilde maken voor seks. Deze jongen plaatste vervolgens de foto's en het telefoonnummer van Bregje op het internet.[3] Aan de nieuwswebsite NU.nl maakte Bregje duidelijk dat haar doel was om juist de oppervlakkigheid rond haar persoon weg te nemen.
- Op 10 november 2008 hield de Commissie Gelijke Behandeling (CGB) zitting in een zaak die was aangespannen door een 25-jarige Groningse homoseksueel die deelname aan het programma was geweigerd. Hij was van mening dat hij gediscrimineerd werd op basis van zijn homoseksualiteit. De EO verweerde zich met een beroep op professionele afwegingen en redactionele vrijheid.[4] Op 23 december 2008 oordeelde de CGB dat zij niet bevoegd was te oordelen over de zaak, onder meer omdat er geen sprake was van een arbeidsverhouding.[5]